# Coniston Water
Coniston Water, per i locali semplicemente Coniston, è il terzo più grande lago del Lake District ed è situato nella contea di Cumbria, in Inghilterra nel Lake District National Park.

## Geografia
Situato in una vallata a forma di U, scavata nella roccia vulcanica da un ghiacciaio durante le ere glaciali, con la sua forma allungata Coniston Water è il tipico lago glaciale.
Circondato da alture, a nord-ovest le sue acque lambiscono l'Old Man of Coniston, la montagna più alta del gruppo delle Furness Fells.
Ha due isole, Peel Island, la più grande e posizionata nella zona sud-est del lago, e Oak Island. Una terza, Fir Island (Isola degli abeti), si forma naturalmente quando il livello del lago sale fino ad isolare una zona di costa, che diventa così un'isola.

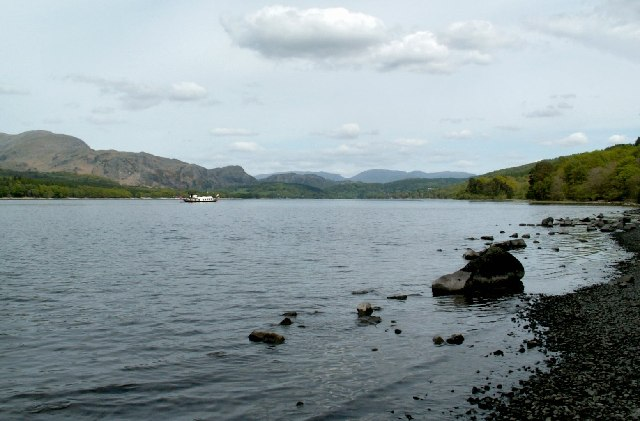
Litorale del Coniston Water

## Storia
I primi insediamenti sulle rive di Coniston Water di cui si ha traccia risalgono all'età del bronzo.
Durante l'occupazione di Roma, le colline che circondano il lago divennero un importante sito minerario per l'estrazione del rame. Da alcuni ritrovamenti è noto che l'attività industriale attorno al lago si protrasse anche durante l'epoca medievale. Durante il XIII e XIV secolo Coniston Water fu una fonte importante di pesce per i monaci dell'abbazia di Furness, che possedevano il lago e le terre circostanti.
L'estrazione del rame proseguì fino al XIX secolo.
Il lago era conosciuto anche come Thurston Water, nome di origine norrena derivato dall'unione del nome personale Thursteinn con la parola waeter, versione antica di water (acqua). Tale nome rimase in uso fino al XVIII secolo, quando prevalse infine il nome attuale.
Storicamente Coniston Water si trovava nel territorio della contea di Lancashire, questo fino alla riorganizzazione governativa del 1974, quando il lago divenne parte della neonata contea di Cumbria.

## Record di velocità
Nel XX secolo, il Coniston Water divenne teatro di alcuni tentativi di record di velocità. Il 19 agosto 1939, Sir Malcolm Campbell a bordo del Blue Bird K4 conquistò il nuovo record, segnando una media di 141,74 mph (228,06 km/h).
In seguito Donald Campbell, figlio di Malcolm, col suo idroplano a reazione Blue Bird K7 stabilì quattro nuovi record tra il 1959 e il 1960.
In un successivo tentativo, il 4 gennaio 1967, l'imbarcazione si ribaltò mentre procedeva ad oltre 300 mph (480 km/h). L'impatto con la superficie del lago fu violentissimo, e i resti del Blue Bird K7 si inabissarono in pochi minuti.
Il corpo di Donald Campbell fu recuperato dal fondo del Coniston Water nel 2001.

## Lady in the Lake
Coniston Water balzò agli onori della cronaca nel 1997, quando dalle sue acque fu ripescato il corpo di una donna, che venne soprannominata dai media Lady in the Lake (La signora nel lago). La donna era Carol Ann Park, che si scoprì essere stata assassinata nel 1976 dal marito Gordon Park. Il processo iniziò nel 2005 e si protrasse fino al 2008, quando anche l'ultimo grado di giudizio confermò la condanna all'ergastolo del marito.

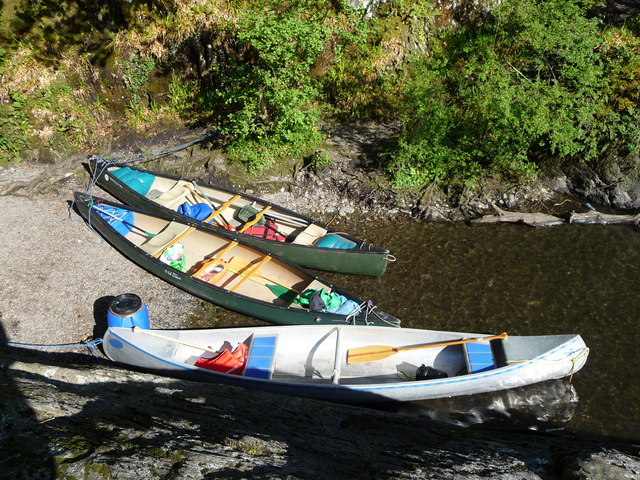
Alcune canoe nei pressi di Peel Island

## Navigazione
Il Coniston Water è molto frequentato dagli appassionati di canoa e kayak, sia semplici amatori che professionisti. Proprio a Coniston Water si corre la seconda tappa del Three Lakes Challenge, importante gara di Canoa.
In estate è poi possibile fare un tour del lago a bordo del traghetto a vapore Gondola, varato nel 1859 ed ancora oggi in servizio.
Oltre alle già citate canoe e kayak, sono noleggiabili una vasta gamma di imbarcazioni.
Per tutte vale il limite di velocità di 10 nodi, che viene temporaneamente sospeso solo in occasione di tentativi di record di velocità ufficiali.

## Letteratura
Lo scrittore John Ruskin, dopo un primo soggiorno a Coniston, passò gli ultimi anni della sua vita nella villa di Brantwood, sulla riva est del Coniston Water.
Lo scrittore Arthur Ransome prese ispirazione dal Coniston Water per la descrizione del lago immaginario in cui erano ambientate le storie della sua serie di romanzi per bambini dal titolo Rondini ed amazzoni.